# Merrimack (New Hampshire)
Pour les articles homonymes, voir Merrimack.
Merrimack est une ville du comté de Hillsborough dans l'État de New Hampshire aux États-Unis. La population était de 25 494 habitants au recensement de 2010, ce qui en fait la huitième municipalité la plus peuplée du New Hampshire. Elle fait partie de l'aire métropolitaine Manchester-Nashua, située au centre de l'aire, à équidistance des deux principales villes. 
Sa superficie est de 87 km2. 

## Source
- (en) Cet article est partiellement ou en totalité issu de l’article de Wikipédia en anglais intitulé « Merrimack, New Hampshire » (voir la liste des auteurs).